# گورستان بهمن‌آباد
قبرستان بهمن‌آباد مربوط به دوره اشکانیان - دوره ساسانیان است و در شهرستان میانه، بخش کاغذ کنان، دهستان کاغذکنان شمالی، ۲۰۰ متری جنوب روستای بهمن‌آباد واقع شده و این اثر در تاریخ ۲۷ اسفند ۱۳۸۷ با شمارهٔ ثبت ۲۶۴۳۴ به‌عنوان یکی از آثار ملی ایران به ثبت رسیده است.